# Aftonfalken (sång)
"Aftonfalken" är en sång från 1981 skriven av Pugh Rogefeldt (musik) och Ulf Lundell (text). Den finns med Rogefeldts album Het (1981). Lundell har inte spelat in låten på skiva.
Låten har senare tolkats av flera andra artister. Åsa Lindström spelade in den 1983 på albumet Det är så vackert med flöjt. Samma år översatte Riki Sorsa den till finska med titeln "Muuttohaukka". Sorsa har även spelat in låten på engelska under namnet "The Evening Hawk". 1984 tolkade Karin Glenmark låten på albumet Mitt innersta rum och samma år Ad libitum på albumet När morgonen gryr. Marie Fredriksson spelade in låten för albumet Min bäste vän (2006).
Låten finns med på flertalet av Rogefeldts samlingsalbum, däribland ett med samma namn som sången, Aftonfalken (1991).

### Fotnoter
1. 1 2 3  ”Aftonfalken”. Svensk mediedatabas. http://smdb.kb.se/catalog/search?q=pugh+rogefeldt+aftonfalken&sort=OLDEST. Läst 21 januari 2013.